# Premio Niépce
El Premio Niépce  es un galardón anual otorgado a la obra de un fotógrafo residente en Francia y menor de 45 años. El premio fue creado en 1955 por el grupo fotográfico Gens d'Images. Hace referencia al apellido de Joseph Nicéphore Niépce, un fotógrafo francés que vivió entre 1765 y 1833.

## Premiados
- 1955 : Jean Dieuzaide
- 1956 : Robert Doisneau
- 1957 : Denis Brihat
- 1958 : René Basset
- 1959 : Jeanloup Sieff
- 1960 : Léon Herschtritt
- 1961 : Jean-Dominique Lajoux
- 1962 : Jean-Louis Swiners
- 1963 : Jean Suquet
- 1964 : Jean Garet
- 1965 : Thierry Davoust
- 1966 : Marc Garanger
- 1967 : Pierre y Dorine Berdoy
- 1968 : Claude Sauvageot
- 1969 : Jean-Pierre Ducatez
- 1970 : Serge Chirol y Claude-Raimond Dityvon
- 1971 : Jean-Luc Tartarin
- 1972 : Pierre Le Gall y Guillaume Lieury
- 1973 : Albert Visage
- 1974 : Pierre Michaud
- 1975 : Jean-Louis Nou
- 1976 : Eddie Kuligowski, Claude Nuridsany y Marie Pérennou
- 1977 : Roland Laboye
- 1978 : Alain Chartier
- 1979 : Françoise Saur
- 1980 : Gilles Kervella
- 1981 : Frédéric Brenner y Jacques Bondon
- 1982 : Desierto.
- 1983 : Pascal Dolémieux
- 1984 : Thierry Girard
- 1985 : Hervé Rabot
- 1986 : Jean-Marc Zaorski
- 1987 : Agnès Bonnot
- 1988 : Keïchi Tahara
- 1989 : Gladys y Patrick Zachmann
- 1990 : Hugues de Wurstemberger
- 1991 : Jean-Louis Courtinat
- 1992 : Luc Choquer
- 1993 : Jean-Claude Coutausse
- 1994 : Xavier Lambours
- 1995 : Marie-Paule Nègre
- 1996 : Lise Sarfati
- 1997 : Patrick Tosani
- 1998 : Florence Chevallier
- 1999 : Philippe Bazin
- 2000 : Klavdij Sluban
- 2001 : Antoine d'Agata
- 2002 : Luc Delahaye
- 2003 : Stéphane Couturier
- 2004 : Claudine Doury
- 2005 : Elina Brotherus
- 2006 : Onodera Yuki
- 2007 : Bertrand Meunier
- 2008 : Jürgen Nefzger
- 2009 : Stéphanie Lacombe
- 2010 : Jean-Christian Bourcart
- 2011 : Guillaume Herbaut
- 2012 : Denis Darzacq
- 2013 : Valérie Jouve[2]
- 2014 : Mathieu Pernot[3]
- 2015 : Laurent Millet[4]
- 2016 : Laurent Leblanc[5][6]
- 2017 : Olivier Culmann[7]
- 2018 : Stéphane Lavoué
- 2019 : Raphaël Dallaporta
- 2020 : Marina Gadonneix
- 2021 : Grégoire Eloy
- 2022 : Julien Magre